# رابرت جیمز ایتن
رابرت جیمز ایتن (انگلیسی: Robert James Eaton) (زاده ۱۹۴۰) کارآفرین، بازرگان و مدیر ارشد اجرایی آمریکایی است، که در حال حاضر به‌عنوان عضو هیئت مدیره شرکت‌های شورون و اینترنشنال پیپر فعالیت می‌کند.